# Rafael Revelles
Rafael Revelles López (Alcalá la Real, Jaén, 23 de septiembre de 1920 - Granada, 3 de septiembre de 2017) fue un pintor español, que ejerció como maestro, profesor de dibujo y pintura y catedrático de instituto.

## Biografía
Fue uno de los ocho hijos del matrimonio formado por el maestro Francisco Revelles Gómez y María López Ramírez. A partir de 1932 simultaneó los estudios de bachillerato en el Instituto Padre Suárez de Granada, con la asistencia a la Escuela de Artes y Oficios de Granada, donde recibió lecciones de Joaquín Capulino Jáuregui, José Carazo Martínez y Gabriel Morcillo. Terminado el bachillerato, cursó estudios de magisterio, concluidos en 1941, obteniendo por oposición una plaza de maestro nacional en Loja. En 1946 consiguió el título de profesor de Dibujo y Pintura en la Escuela Superior de Bellas Artes Santa Isabel de Hungría de Sevilla. Ocupó la cátedra de Composición Decorativa en la Escuela de Artes y Oficios de Granada, de la que fue director desde 1961. En 1965 opositó a catedrático de Institutos de Enseñanza Media y ocupó en Granada las cátedras de Dibujo del Instituto Padre Manjón y desde 1974 del Instituto Padre Suárez, del que también fue vicedirector, jubilándose de su carrera docente en 1986.

## Obra
Con una paleta de colores primarios, suaves y escasos, es autor de numerosas obras que van desde el retrato (de encargo, familiares, amigos, estampas granadinas y autorretratos) hasta composiciones figurativas, pasando por un extenso repertorio de bodegones e iconografía de carácter religioso.
Su obra forma parte de colecciones particulares e institucionales en España y otros países:
En Granada: Museo de Bellas Artes, Rectorado y Paraninfo de la Universidad, Facultad de Farmacia, Escuela Universitaria de Formación del Profesorado de Enseñanza General Básica, Institutos “Padre Suárez” y “Padre Manjón”, Conventos de San Jerónimo y de Siervas del Evangelio.
En Madrid: Decanato del Colegio Notarial.
En Tarazona: Episcopolio y Seminario.
Colecciones particulares en: Barcelona, Zaragoza, Alcalá la Real, São Paulo, Düsseldorf, El Cairo, México, Venezuela y Tejas.

## Algunos títulos
- El pintor Manuel Rivera (1946)
- El pintor Francisco Mora (1946)
- La plegaria de un payaso;
- Estampa romántica;
- Después de la danza;
- Gracia;
- Libro de versos;
- Retrato del escultor Fernando Correa;
- Profesor José María Sánchez Diana;
- Profesor Martínez Aguirre;
- Don Diego Jiménez;
- Don Juan de Dios Muñoz Válor;
- Don Ramón Contreras y Pérez de Herrasti;
- Don Manuel Hurtado, obispo de Tarazona;
- Don Pablo Vergara Reyes;
- Duquesa de Medinasidonia;
- Marqués de los Vélez;
- Profesor don Agustín Escribano;
- Profesor don Alejandro Otero Fernández;
- Profesor don Emilio Muñoz Fernández;
- La poesía del silencio;
- Maternidad;
- El Cristo del mar;
- Trillando junto a la ermita;
- Tríptico «La trilla»;
- Tríptico «La vendimia»;
- Tríptico de la orilla del mar;
- Tríptico «El cristo del mar»;
- El pan, el vino y la orilla del mar.

## Exposiciones
Rafael Revelles ha participado en más de treinta y cinco exposiciones individuales y colectivas en Granada, Madrid, Málaga, Ribadeo, Ciudad Real, Alcalá la Real y Jaén.

## Distinciones
En 1963 fue nombrado académico de número de la Real Academia de Bellas Artes de Nuestra Señora de las Angustias, de Granada, leyendo su discurso de entrada en marzo de 1974.
El ayuntamiento de su ciudad natal, Alcalá la Real, ha nombrado una calle «Rafael Revelles» en su honor.
El Ayuntamiento de Granada le concedió en 2010 la Medalla de Oro al Mérito por la Ciudad, atendiendo a su dilatada trayectoria profesional como pintor, profesor, maestro y académico, así como su calidad humana.